# Kasli
Kasli fou un estat tributari protegit, un jagir tributari de Jaipur format per 84 pobles. Fou concedit a Rao Tirmal amb les parganes de Nagore i Kasli per Akbar el Gran, al qual havia salvat la vida.

## Llista de Rages
- Rao TIRMAL vers 1600
- Rao GANGARAM
- Rao SHYAM RAM
- Rao JASWANT SINGH
- Rao JAGAT SINGH (de Kasli i Doojodh)
- Rao DEEP SINGH vers 1687-1721
- Rao SARDAR SINGH vers 1721-1748
- Rao RAM SINGH vers 1748-1754
- Rao HATHI SINGH vers 1763-1795
- Rao POORAN MAL vers 1795
- Rao SANGRAM SINGH vers 1795-1834
- Rao RAM SINGH 1834-?
- Rao PRITHVI SINGH ?
- Rao SHOOR SINGH ?-